# Alfredo Cristiani

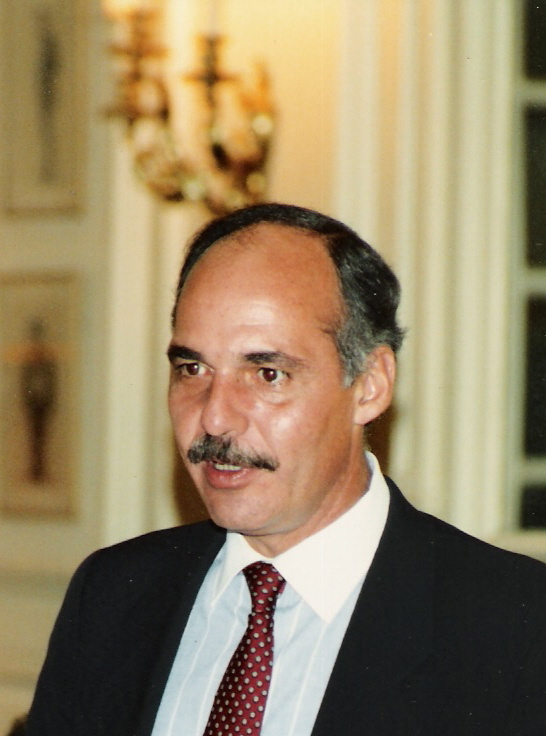
Alfredo Cristiani

Alfredo Félix Cristiani y Burkard (22 februari 1947) was van 1989 tot 1994 president van El Salvador en is lid van de Nationalistische Republikeinse Alliantie oftewel de ARENA.

## Leven en loopbaan
Cristiani werd geboren in een rijke familie in San Salvador. Hij studeerde af in Washington D.C. en keerde terug om in het familiebedrijf dat in koffie, katoen en medicijnen handelt te gaan werken. Vanwege de burgeroorlog in El Salvador ging hij naar de School of Americas toe en werd tevens lid van de ARENA vanwege zijn rijke afkomst.
Als Roberto D'Aubuisson, de oprichter van de ARENA, in 1984 de presidentsverkiezingen verliest, wordt hij de nieuwe voorzitter van de ultrarechtse politieke partij. Hij won de pesidentsverkiezingen van 1989 met 53.8% van de stemmen.
Hij was succesvol in het beëindigen van de Salvadoraanse Burgeroorlog die sinds 1979 het land teisterde. Cristiani schudde na afloop de handen van de hoofdmannen van de FMLN en kuste zelfs een van hun vrouwen. Dit werd door de ARENA niet in dank afgenomen. Sommigen vermoeden dat dit het begin inluiden van de moord op enkele hoofdmannen van de FMLN in 1993.
Hij volgde als president een neoliberaal beleid bij het privatiseren van de nationale bank. Zijn vrouw kocht een aantal aandelen van de kleinste bank, de Banco Cuscatlán, op. Ook werden tijdens zijn presidentschap een aantal geheimzinnige moorden gepleegd, zoals die op de 73-jarige dokter José Antonio Rodrigueuz Porth. Dit bracht hem in conflict met Amnesty International. Cristiani beweert dat de moord het werk was van de FMLN.